# فرودگاه منطقه‌ای مونتیچلو
فرودگاه منطقه‌ای مونتیچلو (به انگلیسی: Monticello Regional Airport) یک فرودگاه همگانی بهره‌برداری هوایی با کد یاتا MXO است که یک باند فرود بتن دارد و طول باند آن ۱۳۴۱ متر است. این فرودگاه در کشور ایالات متحده آمریکا قرار دارد و در ارتفاع ۲۵۴ متری از سطح دریا واقع شده‌است.